# Stadio Garcilaso de la Vega
Lo stadio Garcilaso de la Vega (in spagnolo Estadio Garcilaso de la Vega) è uno stadio di calcio di Cuzco, in Perù. Ospita le partite casalinghe del Cienciano, del Deportivo Garcilaso e del Cusco.
È intitolato allo scrittore peruviano Garcilaso de la Vega e fu inaugurato nel 1950. Ha una capienza di 30 000 posti ed è di proprietà dell'Instituto Peruano del Deporte.

## Storia
Lo stadio fu inaugurato nel 1950, con una capienza di 22 000 posti. 
In vista della Coppa America 2004, l'impianto fu oggetto di lavori di ristrutturazione e ammodernamento per un costo complessivo di 1 720 000 dollari, con la capienza portata a  42 056 posti. 
Ha ospitato vari match internazionali, tre finali della campionato peruviano di massima divisione (nel 2001, 2006 e 2012) e una finale di Coppa del Perù (nel 2011).